# Super Star Soldier
Super Star Soldier (スーパースターソルジャー, Sūpā Sutā Sorujā) est un jeu vidéo de type Shoot 'em up développé par Kaneko et édité sorti en 1990 sur PC-Engine. Il a par la suite été réédité sur Wii, PlayStation 3, PlayStation Portable, Wii U et Microsoft Windows.
Il est la suite de Star Soldier.

## Système de jeu
Dans Super Star Soldier, le joueur incarne un vaisseau pouvant se déplacer dans 8 directions dans un défilement vertical. Il a à sa disposition un tir, pouvant être amélioré avec des bonus de 4 couleurs différentes. Chaque couleur correspond à un type de tir, et pourra être amélioré plusieurs fois si le joueur combine plusieurs bonus de la même couleur. À chaque fois que le joueur se fera toucher, son tir baissera d'un niveau. Une fois au niveau le plus bas, le joueur perdra une vie lors d'un impact.